# منطقه مادانگ
منطقه مادانگ یکی از منطقه های استان مادانگ واقع در کشور پاپوآ گینه نو می باشد. مرکز این منطقه مادانگ است. این منطقه خود از ۳ فرمانداری محلی تشکیل می گردد که هر فرمانداری به منظور سهولت در امر آمارگیری خود به چند بخش تقسیم می شود.

## تقسیمات
این منطقه دارای ۳ فرمانداری محلی است که اسامی آن ها به شرح زیر است:
- فرمانداری محلی روستایی آمبنوب
- فرمانداری محلی شهری مادانگ
- فرمانداری محلی روستایی ترانسگوگول